# Microtatorchis aristata
Microtatorchis aristata är en orkidéart som beskrevs av Leslie Andrew Garay. Microtatorchis aristata ingår i släktet Microtatorchis och familjen orkidéer. Inga underarter finns listade i Catalogue of Life.